# Směrnice o ptácích
Směrnice o ptácích (celým názvem Směrnice Rady č. 79/409/EHS z 2. dubna 1979 o ochraně volně žijících ptáků) je směrnice Evropské unie týkající se ochrany ptáků.
Zabývá se zejména ochranou vyjmenovaných druhů ptáků, péčí o ně, ale také regulováním jejich počtů a pravidly pro jejich využívání (tj. především pravidly lovu).
Ve směrnici je vyjmenováno asi 150 chráněných druhů ptáků. Ochrana uvedených druhů spočívá především v ochraně jejich biotopů a stanovišť.
Na základě této směrnice jsou vyhlašovány ptačí oblasti.